# Kölner Algorithmus
Der Kölner Algorithmus ist ein Modell zur Bemessung des Sanitätsdienstes auf Großveranstaltungen. Er wurde 2006 veröffentlicht.

## Planung des Einsatzes
Die Planung des Einsatzes erfolgt in fünf Schritten. Dies sind eine Notwendigkeitsprüfung, die Raumplanung nach dem Hilfsfristmodell, die Stärkeplanung nach dem Häufigkeitsmodell, der Einbezug von Besonderheiten und die Berücksichtigung der Führungsorganisation.

### Risikofaktor
Vor der Anwendung des Algorithmus wird ein Risikofaktor bestimmt. Wichtige Parameter sind das Wetter, das Publikum, ein evtl. auftretender Staueffekt, eine suboptimale Versammlungsstätte und Erfahrungswerte. Der Risikofaktor erhöht sich, wenn ein Merkmal zutrifft. Das Wetter ist zu berücksichtigen, wenn die Temperatur über 25 °C liegt oder eine Feuchte über 50 % erwartet wird. Besteht das Publikum überwiegend aus Senioren oder Teenagern, erhöht sich der Risikofaktor ebenfalls. Mit einzubeziehen sind Häufungen der Besucher in bestimmten Bereichen und Bedingungen, die dazu führen können, dass der Rettungsdienst nur eingeschränkt arbeiten kann.

### Notwendigkeitsprüfung
Die Notwendigkeitsprüfung geschieht in drei Schritten. Zunächst erfolgt die Abschätzung der Einsatzhäufigkeit. Diese wird anhand der Veranstaltungsdauer, der gleichzeitig anwesenden Besucher und der geschätzten sanitätsdienstlichen Versorgungen bestimmt. Danach erfolgt die Beurteilung der Leistungsfähigkeit des Rettungsdienstes. Als dritter Schritt wird die taktische Notwendigkeit anhand von Ja-Nein-Aussagen festgestellt.

### Raumplanung
Die Raumplanung im Hilfsfristmodell erfolgt mit einer vorgegebenen Zeit, in der eine Versorgung eines Verletzten auf dem Gelände erfolgen soll. Diese ist meistens durch ein Landesgesetz vorgegeben. Der Schwerpunkt der Raumplanung liegt auf einer Einteilung in Wachbezirken. Die Methode berücksichtigt die Parameter Publikum und örtliche Besonderheiten.

### Stärkeplanung
Die Stärkeplanung baut auf zwei Säulen auf: der Gefahrenbeurteilung und der Abwehrplanung. Als Faktoren werden die Veranstaltungsdauer, die gleichzeitig anwesenden Besucher, der Risikofaktor und ein Schätzfaktor für den Sanitätsdienst einbezogen.

### Ergebnis
Das Ergebnis unterscheidet zwischen mobilen Einheiten und stationären Einheiten (UHS). Das Personal und die Qualifikationen des zum Einsatz kommenden Sanitätstrupps, Einsatztrupps oder Notfalltrupps sind dabei exakt festgelegt.